# Ugo Bassi

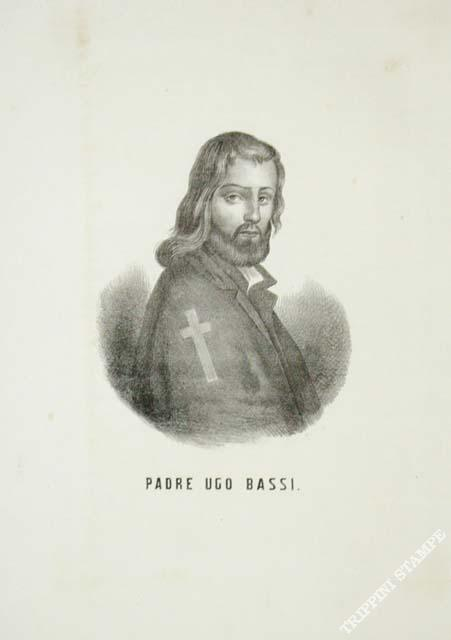
Ugo Bassi

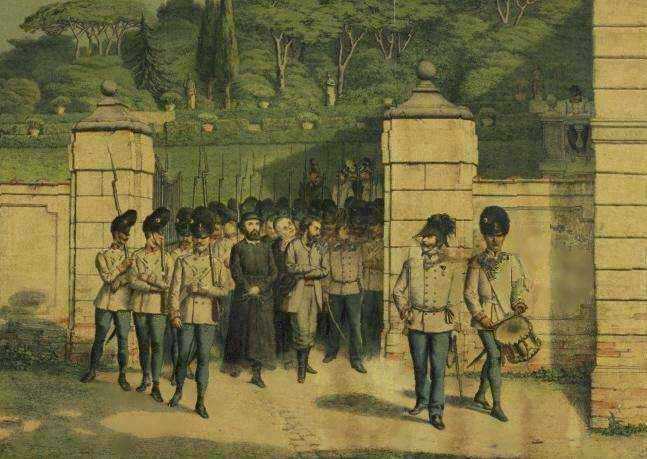
Ugo Bassi und Giovanni Livraghi auf dem Weg zu ihrer Hinrichtung

Ugo Bassi (* 12. August 1801 in Cento; † 8. August 1849 in Bologna) war ein italienischer katholischer Geistlicher und Nationalist zur Zeit des Risorgimento.

## Leben
Bassi studierte an der Universität Bologna. Als Jugendlicher trat er den Barnabiten bei, wo er sich mit Alessandro Gavazzi befreundete. 1833 wurde er zum Priester geweiht. Seine Predigten lockten große Menschenmengen an. Beim Ausbruch der Revolution 1848 wirkte Bassi als Militärprediger für die Truppen des Generals Giacomo Durando. Bei Treviso wurde Bassi im Kampf gegen die Österreicher verwundet. Während Garibaldi entkommen konnte, wurden Bassi und Graf Livraghi in der Nähe von Comacchio gefasst und den Österreichern überstellt. Ein Militärtribunal in Bologna verurteilte die beiden zum Tode.

## Film
- In nome del popolo sovrano. Film von 1990, Regie Luigi Magni